# Diocese de Cassano all'Ionio
A Diocese de Cassano all'Ionio (em latim Dioecesis Cassanensis) é uma circunscrição eclesiástica da Igreja Católica na Itália, pertencente à Província Eclesiástica da Calábria e à Conferenza Episcopale Italiana, sendo sufraganea da Arquidiocese de Cosenza-Bisignano.
A sé episcopal está em Cassano all'Ionio, na Região da Calábria.

## Territorio
Da diocese fazem parte 22 comunas na província de Cosenza e o território è dividido em 49 paróquias e em 2013 contava 104.187 batizados numa população de 108.100 habitantes.

## Cronologia dos bispos
- Caprario ? † (jà em 465)
- Davide † (metade do X seculo)[1]
- Anonimo † (jà em 1059)
- Sassone † (jà entre 1092 e 1106)
- Gregorio † (jà entre 1085 e 1105)[2]
- Vitale † (antes de 1116 - depois de 1121)
- Policreto Geneo ? † (jà em 1122)[3]
- Anonimo † (jà em 1130)
- Urso † (jà em 1144)[4]
- Federico Milanese † (jà em 1157)
- Tommaso † (antes de 1171 - depois de 1174)[5]
- Anonimo † (1179/1181)[6]
- Goffredo (o Soffrido) † (jà em 1195)
- Anonimo † (jà em dezembro 1199)
- Ugo † (começo do XIII secolo)
- Anonimo † (novembro 1215)
- Terrizio † (antes de 1220 - depois 1223)
- Anonimo † (julho 1234)
- Biagio † (jà em 1235)
  - Pietro Amendola degli Attendoli † (jà em 1240) (bispo intruso)
- Anonimo † (jà em 1239 e em 1241)
- Giovanni Fortebraccio † (1252 - depois 1254)
- Marco d'Assisi, O.F.M. † (1267 - 1285)
- Pasquale † (? - 1298 demitido)[7]
- Riccardo † (1298 - 1301 nomeado bispo de Tricarico)
- Guglielmo de Cuna, O.F.M. † (28 febbraio 1301 - ?)
- Alberto Besozzi ? † (1312)
- Giovanni † (antes de 1316 - 1328)
- Giovanni Marino † (18 marzo 1329 - 1334)
- Landolfo Vulcano † (24 ottobre 1334 - ?)
- Gunio ? † (13 gennaio 1335 - ?)
- Durante ? † (novembre 1346 - ?)
- Ruggero Quattromani † (? - janeiro 1348)
- Giovanni di Papasidero † (17 marzo 1348 - 1373)
- Marino del Giudice † (18 maggio 1373 - 1379 nomeado bispo de Brindisi)
- Roberto del Giudice † (26 gennaio 1379 - ?)
  - Andrea Cumano † (26 gennaio 1379 - 2 dicembre 1383 nomeado bispo de Cosenza) (antebispo)
- Nicola (Tomacelli?) † (1383 - 1392)
  - Carlo Corsini † (2 dicembre 1383 - ?) (antebispo)
- Pietro † (outubro 1392 - maio 1400 nomeado bispo de Marsico Nuovo)
- Febo Sanseverino † (1399 - 1404 despossado)
- Marino Scannaforcia † (1404 - 1418)
- Antonello Gesualdo, O.S.B.Coel. † (novembro 1418 - 1428)
- Guglielmo Chyurlia † (novembro 1428 - 1432)
- Belforte Spinelli † (maio 1432 - dezembro 1440 nomeado bispo titular de Sebaste)
- Gioacchino Suhare † (1440 - 1463)
- Giovanni Francesco Brusato † (1463 - 1476 nomeado arcebispo di Nicósia)
- Bartolomeo del Poggio † (março 1476 - 1485)
- Nicola Tomacelli † (setembro 1485 - 1490)
- Marino Tomacelli † (1491 - 1519)
  - Domenico Giacobazzi † (1519 - 1523 dimesso) (administrador apostólico)
- Cristoforo Giacobazzi † (março 1523 succedido- 7 outubro 1540)
- Durante Duranti † (18 fevereiro 1541 - 18 fevereiro 1551 nomeado arcebispo de Brescia)
- Bernardo Antonio de' Medici † (23 outubro 1551 - 1552)
  - Giovannangelo de' Medici † (1º março 1553 - 25 junho 1556 nomeado bispo de Foligno, depois eleito papa com o nome de Pio IV) (administrador apostólico)
  - Marco Sittico Altemps (29 maio 1560 - 11 maio 1561 demitido) (administrador apostólico)
- Giovan Battista Serbelloni † (17 dezembro 1561 - 1579)
- Tiberio Carafa † (1579 - 1588)
- Owen Lewis † (3 fevereiro 1589 - 14 outubro 1594)
- Giulio Caracciolo † (1º janeiro 1597 - 1599)
- Bonifazio Caetani † (8 novembre 1599 - 22 aprile 1613 nominato arcivescovo di Taranto)
- Diego de Arce, O.F.M.Obs. † (17 febbraio 1614 - 1617 deceduto)
- Paolo Palumbo, C.R. † (1617 - 1648)
- Gregorio Carafa, C.R. † (24 agosto 1648 - 27 maggio 1664 nominato arcivescovo di Salerno)
  - Sé vacante (1664-1670)
- Alonso de Balmaseda, O.E.S.A. † (1670 - 1673 nomeado bispo de Gerona)
  - Sede vacante (1673-1676)
- Giovan Battista del Tinto, O.Carm. † (1676 - 1685)
- Francisco de Sesqueyros y Satomayor, O.E.S.A. † (1686 - 1691)
- Vincenzo de Magistris, O.P. † (1692 - 1705)
- Nicolò Rocco † (21 fevereiro 1707 - novembro 1726)
  - Sé vacante (1726-1729)
- Gennaro Fortunato † (6 julho 1729 - 17 agosto 1751)
- Giovan Battista Miceli † (24 janeiro 1752 - 15 junho 1763)
- Giovan Battista Coppola † (1763 - 1797)
  - Sé vacante (1797-1804)
- Francesco Antonio Grillo, O.F.M.Conv. † (1804 - 1804)	
  - Sé vacante (1804-1818)
- Adeodato Gomez Cardosa † (1818 - 19 dezembro 1825 nomeado bispo de Isernia)
  - Sé vacante (1825-1829)
- Michele Bombini † (21 maio 1829 - 18 janeiro 1871)
- Alessandro Maria Basile, C.SS.R. † (22 dezembro 1871 - 24 junho 1883)
- Raffaele Danise † (9 agosto 1883 - 24 março 1884 nomeado bispo de Caiazzo)
- Antonio Pistocchi † (1884 - 1888)
- Evangelista di Milia, O.F.M.Cap. † (11 fevereiro 1889 - 10 novembro 1898 nomeado bispo de Lecce)
- Antonio Maria Bonito † (15 junho 1899 - 11 dezembro 1905 nomeado arcebispo coadjutor de Amalfi)
- Pietro La Fontaine † (6 dezembro 1906 - 1º abril 1910 nomeado secretario da Congregação dei Riti)
- Giuseppe Rovetta † (29 março 1911 - 16 dezembro 1920)
- Bruno Occhiuto † (17 novembro 1921 - 30 junho 1937)
- Raffaele Barbieri † (30 agosto 1937 - 31 janeiro 1968)
- Domenico Vacchiano † (17 janeiro 1970 - 30 março 1978 nominato prelado di Pompei)
- Girolamo Grillo † (7 abril 1979  - 20 dezembro 1983 nomeado bispo de Tarquinia e Civitavecchia)
- Giovanni Francesco Pala † (22 fevereiro 1984 - 21 maio 1987)
- Andrea Mugione (17 março 1988 - 21 novembro 1998 nomeado arcebispo de Crotone-Santa Severina)
- Domenico Graziani (21 agosto 1999 - 21 novembro 2006 nomeado arcebispo de Crotone-Santa Severina)
- Vincenzo Bertolone, S.d.P. (10 março 2007 - 25 março 2011 nomeado arcebispo di Catanzaro-Squillace)
- Nunzio Galantino (9 dezembro 2011 - 28 fevereiro 2015)
- Francesco Savino, desde 28 fevereiro 2015

## Imagens

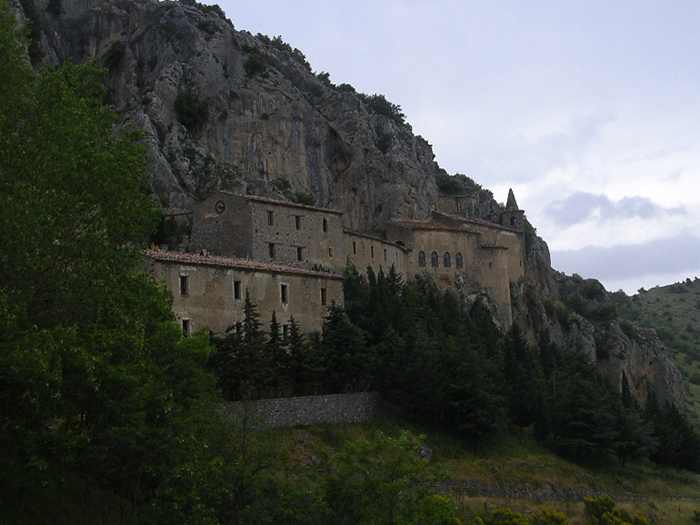
O santuário de Nossa Senhora das Armas em Cerchiara di Calabria.
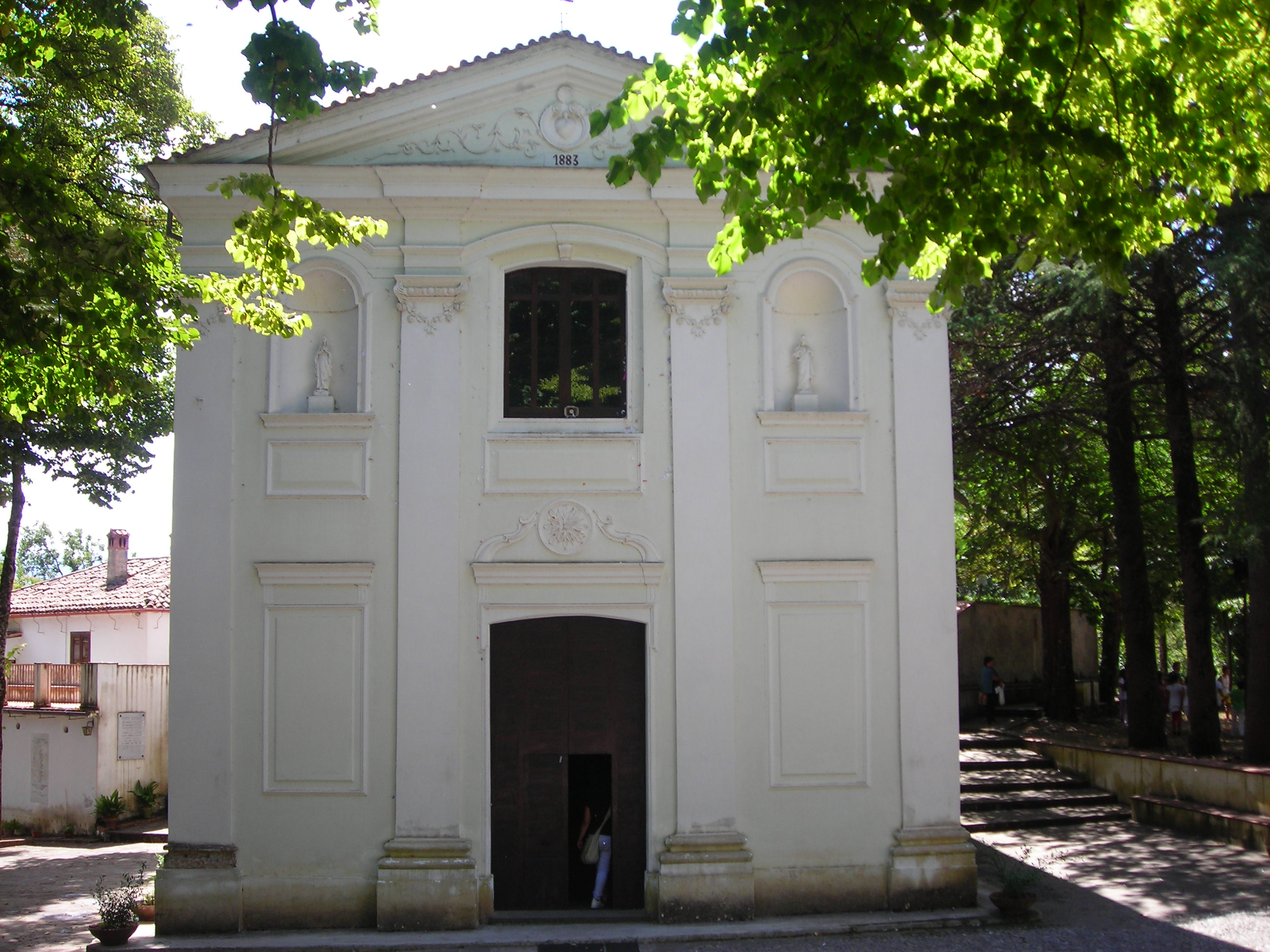
O santuário de santuário de Nossa Senhora do espàsio ou das Capelas em Laino Borgo.